# Ophelia Benson
Ophelia Benson (1948, em Nova Jérsia) é uma autora, blogueira, feminista e ateísta norte-americana. É conhecida pelo seu seu site Butterflies and Wheels ( Borboletas e Rodas). É colaboradora frequente do jornal The Guardian  e do The Philosophers' Magazine (o Magazine dos Filósofos) .  Também é colunista do Free Inquiry. [2]
Os seus livros e website defendem a objetividade e a verdade científica contra as ameaças ao pensamento racional colocadas pelo fundamentalismo religioso, pseudociência, wishful thinking (pensamento ilusório), pós-modernismo, relativismo e "a tendência da esquerda política a subjugar a avaliação racional das reivindicações da verdade às demandas de uma variedade de estruturas políticas e morais preexistentes ". 
Em 2004, Benson foi co-autora do livro The Dictionary of Fashionable Nonsense com Jeremy Stangroom. É uma sátira ao pós-modernismo, ao jargão moderno e ao pensamento anti-racionalista na academia contemporânea. 
Em 2006, Benson e Stangroom publicaram Why Truth Matters,  que examina as "alegações espúrias feitas pelo criacionismo, a negação do Holocausto, a má interpretação da biologia evolutiva, história da identidade, ciência como mera construção social e outros 'paradigmas' que sustentam o hábito de moldar nossas descobertas de acordo com o que queremos encontrar ". 
Em 2009, Benson foi de novo co-autora de Does God Hate Women?  com Stangroom. O livro explora a opressão das mulheres em nome das normas religiosas e culturais e como essas questões afectam  tanto a comunidade quanto a arena política. 